# Aeromarine 39
L'Aeromarine 39 est un biplan biplace d’école commandé en 1917 par l’US Navy. Classique biplan à ailes inégales décalées et postes ouverts en tandem, il était conçu de façon que les flotteurs puissent être facilement démontés et remplacés rapidement par un train terrestre.

## Aeromarine 39-A
Modèle initial, dont 50 exemplaires furent commandés par l’US Navy avec un moteur Hall-Scott A-7 (en) de 100 ch [A-450/499]. La désignation Aeromarine 39-A fut adoptée a posteriori, pour distinguer cette version de l'Aeromarine 39-B. Achetés 9 688 U$ par la Navy, ils furent revendus aux surplus 1 500 U$ en 1921 et 800 U$ en 1928. Une trentaine se retrouvèrent sur le registre civil américain, souvent remotorisés durant leur utilisation par l'US Navy (Moteurs Aeromarine, Beardmore, Hisso, Curtiss OX-5 ou OXX-6…)

## Aeromarine 39-B
Le décollage depuis une surface liquide étant laborieux, certaines modifications furent apportées à l'Aeromarine 39 : Forme de l'aile et des volets modifiés pour accroître la portance, flotteur central avec ballonnets de flottaison, surface verticale agrandie et moteur Curtiss OXX-6. 150 Aeromarine 39-B furent construits pour l’US Navy [A-500/649].

## Aeromarine 39-R
14 appareils (remotorisés ?) livrés en 1921.

## Aeromarine Sportsman
Modification de l'Aeromarine 39-B réalisée en 1917 par Vincent Burnelli pour le marché civil avec un moteur Aeromarine V-8 de 100 ch. Initialement équipé d’un train terrestre, l’unique Sportsman fut ensuite monté sur flotteurs et effectua le 14 août 1919 la première livraison de courrier à bord d’un navire en mer, au large des côtes de Virginie.

## Un avion embarqué
Le 26 octobre 1922, à bord d’un Aeromarine 39B [A-606], le Lt. Cdr Godfrey deCourcelles Chevalier (en) devint le premier pilote à se poser sur le pont d’un navire en mouvement, l’USS Langley (CV-1), au large des côtes de Virginie. L’appareil se retourna à l’atterrissage, mais le pilote sortit indemne de son appareil. Il n’effectuera pourtant pas le premier décollage catapulté depuis le même Langley, succombant à ses blessures le 14 novembre suivant après un nouvel accident.

## Un survivant mal-en-point
Le seul Aeromarine 39B survivant appartient aux collections de l’Old Rhinebeck Aerodrome (en), New York. Cet appareil a malheureusement été victime de deux incendies accidentels (1966 et au début des années 1980), qui n’ont épargné que quelques éléments de l’avion.